# 2022年7月新南威尔士州洪水
2022年7月初，澳大利亚新南威尔士州中海岸和悉尼地区爆发严重洪灾。约有85,000人因洪水被迫撤离或接到当局的撤离通知。此次洪灾造成的破坏尤为严重，因为降雨发生在此前数月持续强降雨后已经饱和的土地上。对东海岸某些地区来说，这是2022年的第三次重大洪水。

## 影响
被宣布为自然灾害区域的地方政府辖区包括：黑镇市、蓝山、康顿议会、坎特伯雷-宾士镇、金宝镇市、中海岸、塞斯诺克、费菲市、乔治河、霍克斯伯里、霍恩斯比郡、凯马、利斯戈、北部海滩、彭里斯、谢尔哈伯、肖尔黑文、萨瑟兰、希尔斯郡、温哲卡利比郡、臥龍迪利郡和伍伦贡。随着灾情范围的扩大，贝赛德、丹戈格、麥覺理湖市、梅特兰、辛格尔顿和上拉克兰随后也被列入该名单。

### 悉尼
7月3日，由于悉尼地区持续强降雨以及有记录以来最湿润的七月初，温莎地区的霍克斯伯里河水位达到13.9米，创下数十年来最高纪录。该地区发布了超过150项撤离命令和警告，进行超过140次救援行动，约19,000户家庭停电。沃勒甘巴水坝也出现大规模溢洪，约有515亿升水从大坝墙体倾泻而下。西悉尼的一些地区，如兰斯韦尔和卡姆登，遭遇了四十年来最严重的洪灾，而温莎的洪水水位则达到了自1978年以来的最高点。霍克斯伯里地区约有4,000所房屋和商业设施断电。
西悉尼有数百所房屋被淹没，影响约5万人，其中数万人被迫撤离。新南威尔士州州长多米尼克·佩罗特（Dominic Perrottet）呼吁民众在16个月内经历第四次洪水紧急状况时“不要掉以轻心”。一艘名为“波特兰湾号”的货船连续两天失联，险些遭难，最终被成功营救并拖回悉尼港。暴风雨造成的总体损失尚未完全统计。至少有一人死亡，为一名悉尼的男性居民。
7月8日，霍克斯伯里河上漂浮的残骸顺流而下达100公里，其中包括木质和塑料碎片、泄漏的油桶、一个按摩浴缸以及冰箱，这些漂浮物最终出现在悉尼北部的海滩上，并干扰了渡轮服务的正常运行。

### 猎人谷
7月5日，随着低气压系统向北移动，布罗克以及猎人谷另外6,000名居民被下令撤离。沃隆比、布尔加和布罗克被洪水切断，与外界隔绝。7月7日，辛格尔顿的猎人河水位达到13.71米，超过了2022年3月的洪水水位。

## 气象历史
伊拉瓦拉地区的一些区域在三天内降雨量超过700毫米，而悉尼的其他地区在四天内降雨量相当于平时八个月的降雨量。位于悉尼西南部的卡姆登在7月2日至3日期间降雨量达到197.4毫米，而悉尼中央商务区在四天内累计降雨148.6毫米。7月的这次洪水是不到两年内袭击西悉尼的第四次重大洪灾，仅7月2日至3日的周末的降雨量就相当于墨尔本、堪培拉或伦敦一年平均的降雨总量。降雨最猛烈的地区是布罗格斯溪，在四天内降雨量达933毫米。塔里也创下有记录以来最湿的一天，在截至7月7日上午9点的24小时内降雨达305毫米，其气象记录可追溯至1881年。

### 肇因
这场强降雨是由来自澳大利亚北部的热带湿气（也称为大气河流）与新南威尔士州沿海的低压槽相互作用，并随后发展为东海岸低压系统所引发的。全球变暖及其导致的海洋升温也促成了此次洪水。
社交媒体平台（如TikTok）上出现了阴谋论，声称这场洪灾是由“天气操控”和“人工增雨”造成的，目的是“将天气武器化以针对本国人民”。阴谋论者分享了一则2016年7NEWS的报道，该报道称塔斯马尼亚居民担心该州40年来最严重的洪灾可能与塔斯马尼亚水电公司进行的人工增雨有关。然而，这些说法很快被专家驳斥。

## 事后
自7月6日起，随着新南威尔士州为大悉尼地区、霍克斯伯里、猎人谷、中海岸和伊拉瓦拉的29个地方政府区域宣布启动自然灾害援助，灾害救助金开始发放。澳大利亚总理安东尼·阿尔巴尼斯和新州州长多米尼克·佩罗泰特均前往悉尼西北部受洪水侵袭的地区视察。一项由政府于2021年启动的研究指出，提高沃勒甘巴水坝坝墙高度是将生命风险、财产损失和成本降至最低的最佳选择。